# He Yinli

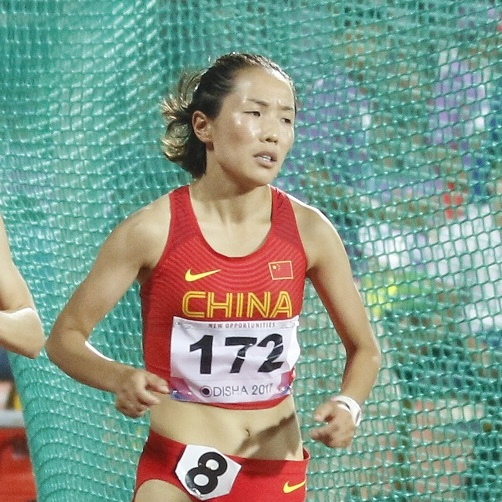
He Yinli

He Yinli (chinesisch 何 引麗 / 何 引丽, Pinyin Hé Yǐnlì; * 20. Juli 1988) ist eine chinesische Langstreckenläuferin, die sich auf den Marathon spezialisiert hat.
2009 wurde sie Vierte beim Dalian-Marathon. 2011 wurde sie Fünfte beim Taiyuan-Marathon, Elfte beim Peking-Marathon und Vierte beim Shanghai-Marathon.
Im Jahr darauf folgte einem Sieg beim Zheng-Kai International Marathon ein dritter Platz beim Ordos-Marathon und ein vierter Platz in Peking. 2013 wurde sie Sechste beim Yingkou-Marathon und erreichte bei den Weltmeisterschaften in Moskau nicht das Ziel.
2014 wurde sie Vierte beim Xiamen-Marathon sowie Zweite beim Lago-Maggiore-Halbmarathon und belegte bei den Halbmarathon-Weltmeisterschaften in Kopenhagen den 33. Platz. Beim Hamburg-Marathon wurde sie Fünfte und beim Marathon der Asienspiele in Incheon Sechste. 2015 wurde sie Zweite beim Chongqing-Marathon, Zehnte beim Yangzhou-Jianzhen-Halbmarathon, lief bei den Weltmeisterschaften in Peking auf Rang 37 ein und wurde Sechste beim Hengshui-Marathon.

## Persönliche Bestzeiten
- 10.000 m: 32:41,5 min, 28. Juli 2015, Cantalupa
- Halbmarathon: 1:11:34 h, 9. März 2014, Stresa
- Marathon: 2:27:35 h, 22. März 2015, Chongqing